# Карл Деніц
Карл Деніц, також Карл Дьоніц (нім. Karl Dönitz; 16 вересня 1891, Грюнау, Німецька імперія — 24 грудня 1980, Аумюле, ФРН) — німецький державний та військовий діяч часів Третього Рейху, грос-адмірал (1943), головнокомандувач Крігсмаріне в ході Другої світової війни (1943—1945), Рейхспрезидент Німеччини після самогубства Адольфа Гітлера. Кавалер Лицарського хреста Залізного хреста з Дубовим листям (1943). 
Стояв біля витоків створення підводного флоту Крігсмаріне, безпосередньо очолював його у період з 1935 року по 1943 рік, пізніше командував усіма німецькими військово-морськими силами в останні роки Другої світової війни. Нині вважається одним із найвидатніших новаторів у сфері ведення підводної війни. Фактично же Деніц винайшов революційні методи дії підводних човнів, які з часом застосовувалися багатьма країнами світу.
30 квітня 1945 року Деніц був призначений наступником Гітлера на посаді глави держави, обійнявши посаду Рейхспрезидента і Верховного головнокомандувача Збройних сил Німеччини. 7 травня 1945 року він наказав Альфреду Йодлю підписати в Реймсі (Франція) документи про капітуляцію Третього Рейху. Залишався главою уряду у Фленсбурзі, доки він не був розпущений союзними державами 23 травня 1945 року.
Після завершення Другої світової війни постав перед Нюрнберзьким трибуналом як один із головних воєнних злочинців, був засуджений до десяти років тюремного ув'язнення.

## Раннє життя
Карл Деніц народився 16 вересня 1891 року в Грюнау поблизу Берліна, будучи молодшим сином інженера-оптика Еміля Деніца, який працював у фірмі Карла Цайса, у Єні. Діти рано залишилися без матері, Анни Деніц, яка померла 6 березня 1895 року. Тому Карл і його брат Фрідріх виховувались батьком.
Після закінчення гімназії Карл Деніц навчався в реальному училищі. У 1910 році юний Деніц поступив до Імперського військово-морського училища в Кілі. Стажування з квітня 1910 року по березень 1911 року проходив на важкому крейсері «Герта». Після закінчення навчання був зарахований на службу до німецького флоту (на той час Імператорські військово-морські сили) (нім. Kaiserliche Marine).
У 1912 році Карл Деніц отримав призначення на легкий крейсер «Бреслау» на посаду вахтового офіцера, а 27 вересня 1913 року був підвищений у лейтенанти. Під час Балканської кризи «Бреслау» брав участь у блокаді Чорногорії.

## Перша світова війна

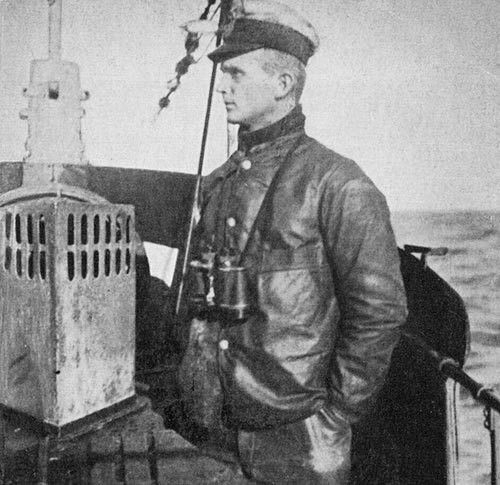
Оберлейтенант-цур-зее Карл Деніц — вахтовий офіцер на підводному човні U-39, 1917

Початок Першої світової війни «Бреслау» зустрів у Середземному морі. Пішовши в Туреччину, крейсер приєднався до османського флоту й воював у Чорному морі проти російської ескадри. Неодноразово корабель брав участь у рейдах на російські морські бази. У липні 1915 року «Бреслау» підірвався на російській міні біля Босфору і став на ремонт. Надалі лейтенант Деніц брав участь у бойових діях на Галліполі у ролі льотчика і повітряного розвідника. У 1916 році йому було надано звання оберлейтенанта, незабаром Деніца відкликали на батьківщину.
Військова кар'єра
- 1 квітня 1910 — кадет ВМС
- 15 квітня 1911 — фенріх-цур-зее
- 27 вересня 1913 — лейтенант-цур-зее
- 22 березня 1916 — оберлейтенант-цур-зее
- 10 січня 1921 — капітан-лейтенант
- 1 листопада 1928 — корветтен-капітан
- 1 жовтня 1933 — фрегаттен-капітан
- 1 жовтня 1935 — капітан-цур-зее
- 28 січня 1939 — комодор
- 1 жовтня 1939 — контрадмірал
- 1 вересня 1940 — віцеадмірал
- 14 березня 1942 — адмірал
- 30 січня 1943 — грос-адмірал

З 1 жовтня 1916 по січень 1917 року Деніц проходив підготовку в Німеччині. Потім його направили на Адріатичне море. Під час морських походів на підводному човні U-39 під головуванням капітан-лейтенанта Вальтера Форстмана молодий офіцер себе добре зарекомендував і був відряджений до Кіля на курси командирів підводних човнів. У січні 1918 року його призначили командувати на Середземному морі мінним загороджувачем UC-25, який можна було використовувати і як торпедоносець.
У першому поході молодий командир потопив пароплав, потім пройшов на рейд порту Аугуста (Сицилія) і торпедував італійський вугляр. На зворотному шляху човен сів на мілину, і Деніцу довелося просити про допомогу в австрійців. Тим не менш, кайзер нагородив моряка орденом дому Гогенцоллернів. Після ремонту в липні Деніц ставив міни біля острова Корфу і торпедами атакував 4 судна, з яких одне викинулося на берег, а інші, ймовірно, потонули. Спостерігати їх загибель моряк не міг: доводилося втікати від ескорту, яким британці супроводжували конвої. У нагороду за успішне крейсерство Деніца призначили командувати більш сучасним UB-68.
До цього часу надії німецького командування на те, що за допомогою підводної війни вдасться підірвати міць британського флоту, зруйнувалися. Британці розробили надійну систему охорони конвоїв. Потужні глибинні бомби несли смерть німецьким підводникам.
4 жовтня 1918 року підводний човен, яким командував Деніц, атакував британський конвой, потопив військовий транспорт «Упек», але при зануренні через недосвідченість екіпажу човен провалився на глибину понад граничну. Деніц наказав продути цистерни, поставити рулі в горизонтальне положення й дати хід. Човен викинуло на поверхню в центрі конвою, де його атакували британські есмінці, закидавши човен глибинними бомбами. Отримавши пошкодження, човен сплив, після чого був розстріляний корабельною артилерією британців. Зануритися знову не вдалося (скінчилося стиснене повітря). Тоді оберлейтенант віддав екіпажу наказ залишити підводний човен і затопити його. Більшість екіпажу підібрали британські кораблі, які доставили німців на Мальту.

## Між двома світовими війнами
Наступні 9 місяців Деніц провів у військовому полоні в Британії. Щоб швидше повернутися на батьківщину, Деніц, що перебував у таборі для офіцерів у Рідмайере у Шеффілді, симулював божевілля настільки натурально, що табірне начальство повірило й репатріювало його. У липні 1919 року оберлейтенант повернувся до Німеччини і продовжив службу на військово-морській базі в Кілі. Деніц виявився одним із небагатьох колишніх офіцерів, що залишилися в складі невеликого німецького флоту, який міг існувати у дозволених Версальським договором межах. Оскільки договір забороняв Німеччині мати підводні човни, у 1920 році Деніц став командиром міноносця Т-157 в Свінемюнде (Померанія); у 1921 році він був підвищений до капітан-лейтенанта.
Через два роки він повернувся в Кіль експертом мінно-торпедної розвідувальної інспекції, брав участь у розробці нової глибинної бомби.
Восени 1924 року, після закінчення курсів штабних офіцерів, Деніца направили до Берліну. Він брав участь у розробці нового військово-морського статуту й положення про військові злочини. У 1928 році Деніц продовжив службу штурманом крейсера «Німфе» на Балтиці, у листопаді був призначений командиром 4-ї міноносної напівфлотілії. Маючи 4 міноносці, Деніц на маневрах відпрацьовував тактичні прийоми, подібні перспективним діям підводних човнів. На осінніх маневрах він відзначився, «розгромивши» конвой умовного противника, чим привернув до себе увагу контрадмірала Вальтера Гладиша, який керував таємною підготовкою Німеччини до підводної війни.
З кінця 1930 року по 1934 рік Деніц служив у Вільгельмсгафені, де займався внутрішньою безпекою військово-морської бази. На початку 1933 року був відряджений до британських та голландських колоній, побував на Мальті, Червоному морі, в Індії, на Цейлоні, у Батавії на Яві та в Сінгапурі. У жовтні його підвищили у фрегаттен-капітани. З 1934 року Деніц вивчав англійську мову в Англії, а після повернення став командиром легкого крейсера «Емден».
Після приходу до влади Гітлера з його планом негайного початку військово-морської експансії, Деніц повернувся на підводний флот. 1 лютого 1935 року фюрер наказав почати будівництво підводних човнів, а ще через 6 тижнів відмовився дотримуватися статті Версальського договору. 8 червня Деніца було призначено «фюрером підводних човнів» — командувачем усіх субмарин Третього Рейху (нім. Befehlshaber der Unterseeboote, B.d.U). Він очолив 1-шу підводну флотилію, яка до вересня налічувала 11 малих підводних човнів. 1 жовтня 1935 року Деніца підвищили до капітана-цур-зее.
Спираючись на власний досвід, а також на праці закордонних фахівців, у першу чергу американського контрадмірала Альфреда Мегена зі стратегії застосування підводного флоту, Деніц, по суті, створив німецьку унікальну теорію ведення підводної війни. Він особисто керував конструюванням підводних човнів, дбав про вдосконалення двигунів, писав посібник з навчання моряків-підводників. У нього були дві основні військові концепції. По-перше, Деніц переконував вище військове керівництво, що головною метою підводних човнів повинні бути не військові, а торгові судна, щоб порушувати постачання противника. Друга концепція, яка зіграла особливо значну роль у веденні підводної війни, зводилася до того, що підводники повинні діяти стійкими групами, які Деніц називав «вовчі зграї». За його наполяганням почалося будівництво підводних човнів 7-ї серії, придатних для дій в океані. Діяльність Деніца підтримував командувач флотом Рольф Карльс. Однак адмірал Еріх Редер, прихильник класичної теорії ведення крейсерської війни проти Великої Британії, писав негативні резолюції на записках Деніца, стверджуючи, що підводні човни здатні виграти війну.

## Друга світова війна

### 1939—1943 роки

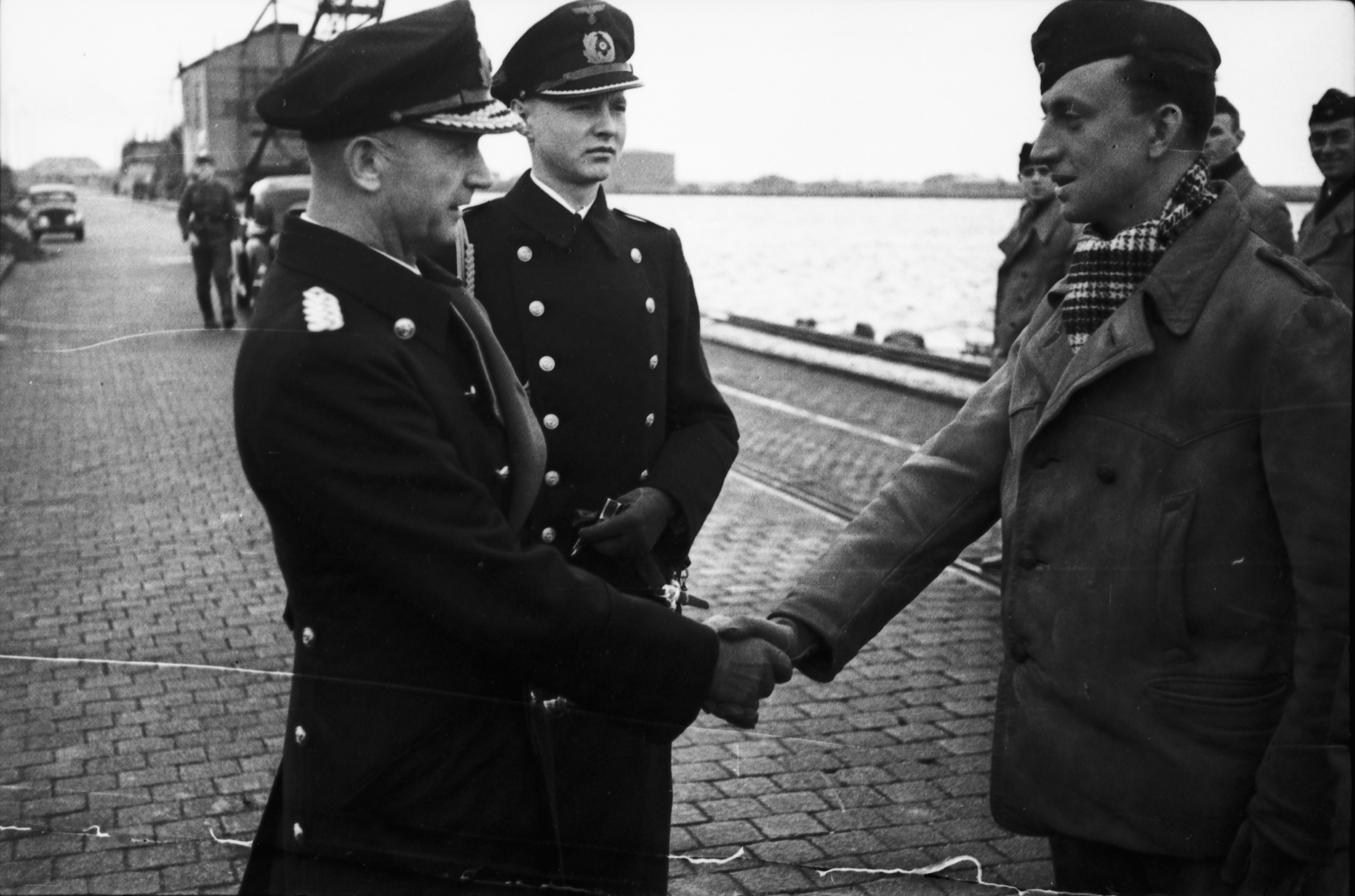
Адмірал Деніц вітає командира підводного човна U-37

Деніц поставив за мету створити могутній підводний флот із 300 човнів, але цю роботу сповільнював брак сталі, на яку претендували також звичайний флот і армія. До початку Другої світової війни у Карла було всього 56 човнів, з яких менше половини були здатні вести бойові дії в Атлантичному океані. Тим не менше, вже до кінця вересня втрати союзного тоннажу досягли 175 тисяч тонн, а U-47 Пріна за планом Деніца в ніч на 14 жовтня потопила лінкор «Ройал Оук» в гавані Скапа-Флоу. Грос-адмірал Редер, що зустрічав підводний човен з походу, прямо на пірсі справив Деніца в контрадмірали.
Німецькі верфі випускали лише 2 підводних човни на місяць. Ситуація була дуже складною; виявилося, що субмарини, котрі поверталися з походу не було чим заміняти. У жовтні сукупний потоплений тоннаж становив 125 тисяч тонн, у листопаді — 80 тисяч тонн і в грудні — 125 тисяч тонн. До 31 березня 1940 року загальні втрати суден союзників становили 343 610 тонн, проте Велика Британія, що мала у своєму розпорядженні колосальний флот із сукупним тоннажем у 24 млн тонн, і де щомісяця на воду спускалося суден загальною водотоннажністю 200 тисяч тонн, могла це витримати.
Застосування підводних човнів у норвезькій операції через неполадки з підривниками торпед зменшили у квітні потоплений тоннаж до 80 тисяч тонн. Тільки після падіння Франції, коли підводні човни Деніца стали виходити з французьких портів, час їх бойового патрулювання збільшився і різко зросла тоннажність, яка знищувалася, досягши за 7 місяців 343 судна водотоннажністю 1 млн 754 тис. 501 тонну, що вже почало загрожувати безпеці Великої Британії, яка не встигала компенсувати втрати.

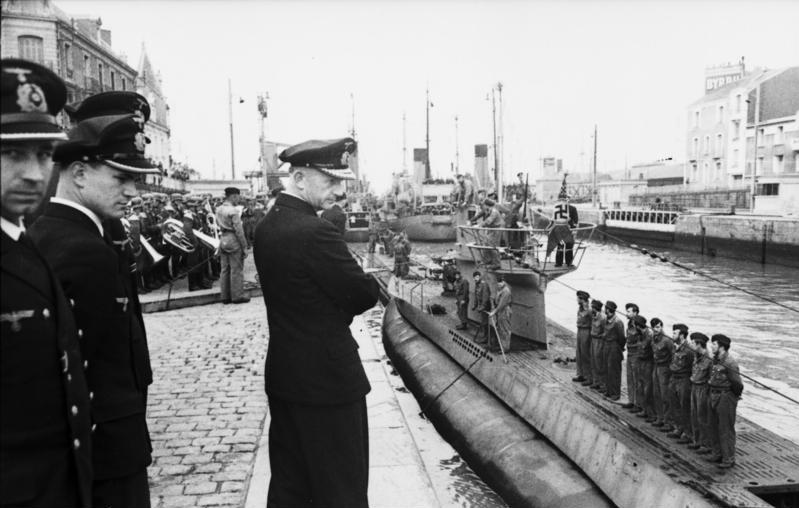
Адмірал Карл Деніц зустрічає екіпаж підводного човна U-94 після походу. Сен-Назер, червень 1941

У серпні 1940 року віцеадмірал Деніц переніс штаб-квартиру до Парижу, звідки було зручніше керувати підводниками. Він вів скромне, розмірене життя, піклувався про побут моряків, зустрічав їх після походів, давав можливість відпочити і зняти нервову напругу, за що його любили і називали «Папа Карл» або «Лев».
Лише до кінця 1940 року чисельність підводних човнів, що випускалася щомісяця, зросла з 2 до 6. На 1 вересня 1941 року Крігсмаріне налічували тільки 57 підводних човнів. Британці ж, організовуючи охорону конвоїв, почали використовувати протичовнові літаки дальньої дії, і втрати німецьких підводників стали зростати.
Деніц вважав, що війну можна виграти, якщо топити судна більшим тоннажем, ніж противник буде здатний будувати. Він завзято пручався пропозиції Гітлера перевести частину підводних човнів у Середземне море, бо знав, що вони не зможуть повернутися через сильні західні течії в Гібралтарській протоці. Коли все ж довелося 10 субмарин направити в Середземне море, це погіршило можливість проведення операцій у Атлантиці. Тим не менш, підводники та інші військові сили топили суден більше, ніж канадські і британські верфі встигали будувати.

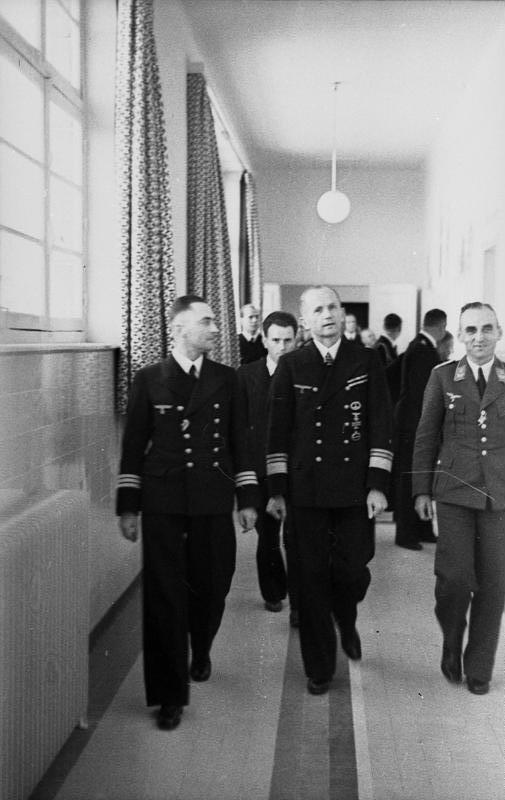
Карл Деніц у Франції, 1941

Оголошення Гітлером війни США після Перл-Гарбора різко погіршило становище Німеччини, бо німецький флот не був у змозі впоратися з міццю американської промисловості. Тим не менш, Деніц зробив все можливе для посилення боротьби з американськими ВМС. Сфера діяльності німецького підводного флоту розширилася. Американці не продумали систему захисту свого судноплавства. 
Вже 15 січня 1942 року Деніц наказав знищувати американські судна біля берегів Америки і до 10 травня були потоплені 303 судна (2 015 252 тонни). Але в липні американці почали формувати конвої. Відправлення частини човнів до берегів Норвегії на початку 1943 року призвела до того, що біля американських берегів одночасно діяли лише 10—12 субмарин. 
У березні 1942 року його підвищено до адмірала. 30 січня 1943 року, коли Редер залишив службу, Гітлер призначив Карла Деніца головнокомандувачем Німецького військово-морського Флоту (нім. Oberbefehlshaber der Kriegsmarine) з одночасним присвоєнням рангу грос-адмірала. Одночасно, він продовжував відповідати за розвиток німецького підводного флоту на новому етапі війни. Тепер перевага на морі й на суходолі перейшла до союзників. Підводні човни стали виявляти за допомогою радарів, союзники навчилися розкривати німецькі шифри і визначати місця розташування «вовчих зграй».

### 1943—1945 роки
Грос-адмірал переїхав до Берліна. Він відрадив Адольфа Гітлера від винищення надводного флоту і намагався використовувати кораблі, щоб перешкоджати хоча б частині кораблів британського флоту. Але все ж він більшість уваги приділяв діям підводників, якими тепер командував адмірал Ебергард Годт. У березні 1943 року «вовчі зграї» потопили 120 суден (627 300 тонн), втративши 11 човнів, за що Гітлер нагородив Карла Дубовими листям до Лицарського хреста. 
Однак надалі втрати підводників росли через дії корабельної та базової авіації американського і британського флотів. У травні німецькі підводники потопили 56 суден, але й самі втратили 41 субмарину.

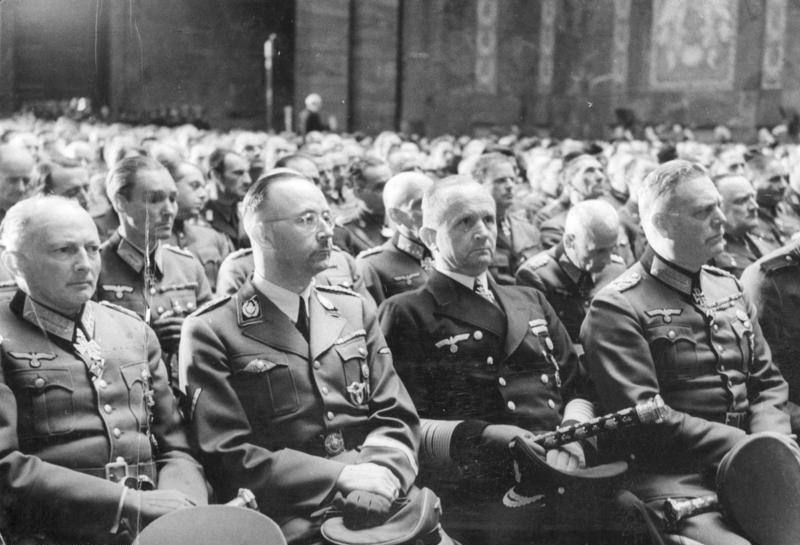
Вільгельм Кейтель, Карл Деніц, Генріх Гіммлер та Гюнтер фон Клюге (у першому ряду справа наліво), на траурній церемонії загиблого генерал-полковника Ганса-Валентина Губе. Оберзальцберг. 26 квітня 1944 року

В останні роки війни Деніц намагався будувати якомога більше підводних човнів і використовувати їх у районах, де операції, з одного боку, були менш небезпечні, але, з іншого боку, приводили до значних успіхів (Карибське море, район Азорських островів). Він квапив розвиток наукових досліджень, намагався протиставити зусиллям союзників шноркелі, що дозволяли підводним човнам заряджати акумуляторні батареї під водою, продовжувалося удосконалення двигунів і торпедних систем. Проте човни 21-ї серії, які повинні були, на думку головнокомандувача, наблизити перемогу, почали вступати в стрій занадто пізно. Німецькі підводники, які майже виграли битву за Атлантику в 1942 році, надалі вже не змогли ефективно обмежити вантажопотоки союзників через океан, через що остаточно втратили ініціативу в регіоні. Вони топили менше торгових суден, ніж втрачали човнів. Невдачею і великими втратами закінчилася спроба атакувати союзні сили, які здійснювали висадку в Нормандії. Подальші спроби масовано використовувати субмарини вже не змогли принести успіх. З 820 човнів, які брали участь у битві за Атлантику, було потоплено 783, з 39 тисяч підводників загинуло 32 тисячі.

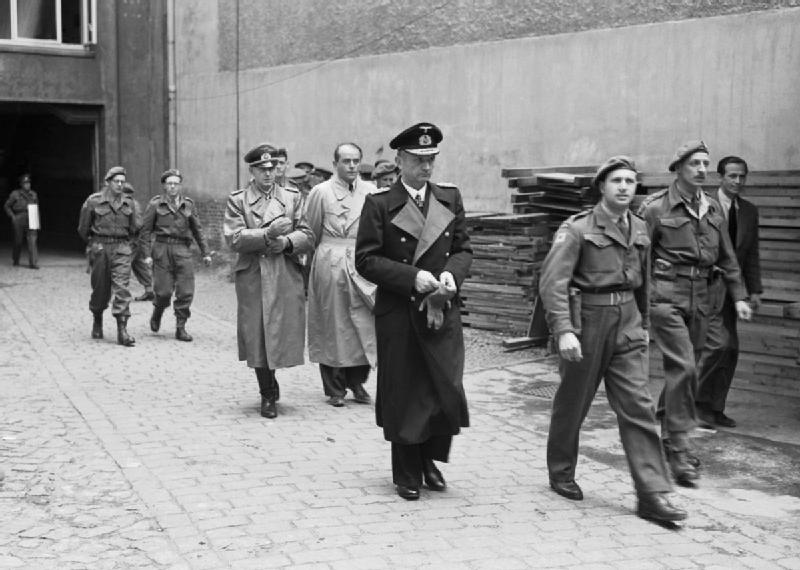
Карл Деніц, Альфред Йодль та Альберт Шпеер здаються в полон британським солдатам. 23 травня 1945 року

Незважаючи на поразки німецьких військ, грос-адмірал залишався прихильником Гітлера, виправдовував усі його рішення і часом виступав із пропагандистськими заявами в дусі Йозефа Геббельса. Він був присутній на останньому дні народження Гітлера. Мабуть, через це фюрер перед смертю призначив саме його своїм наступником на посаді очільника держави. 30 квітня 1945 року, після самогубства Гітлера, Деніц був оголошений Рейхспрезидентом Німеччини, і виконував свої обов'язки на цій посаді до 23 травня 1945 року — протягом 23 днів.
2 травня 1945 року грос-адмірал оселився в кадетському корпусі в Мюрвіку (район Фленсбурга), й доклав значних зусиль, щоб якомога швидше припинити війну із Заходом і якомога більше німців вивезти морем із зони радянського впливу. 23 травня 1945 року він був заарештований. 
При перевірці інтелектуального коефіцієнта його індекс склав 138, що майже рівнялося значенню генія.

## Післявоєнний час

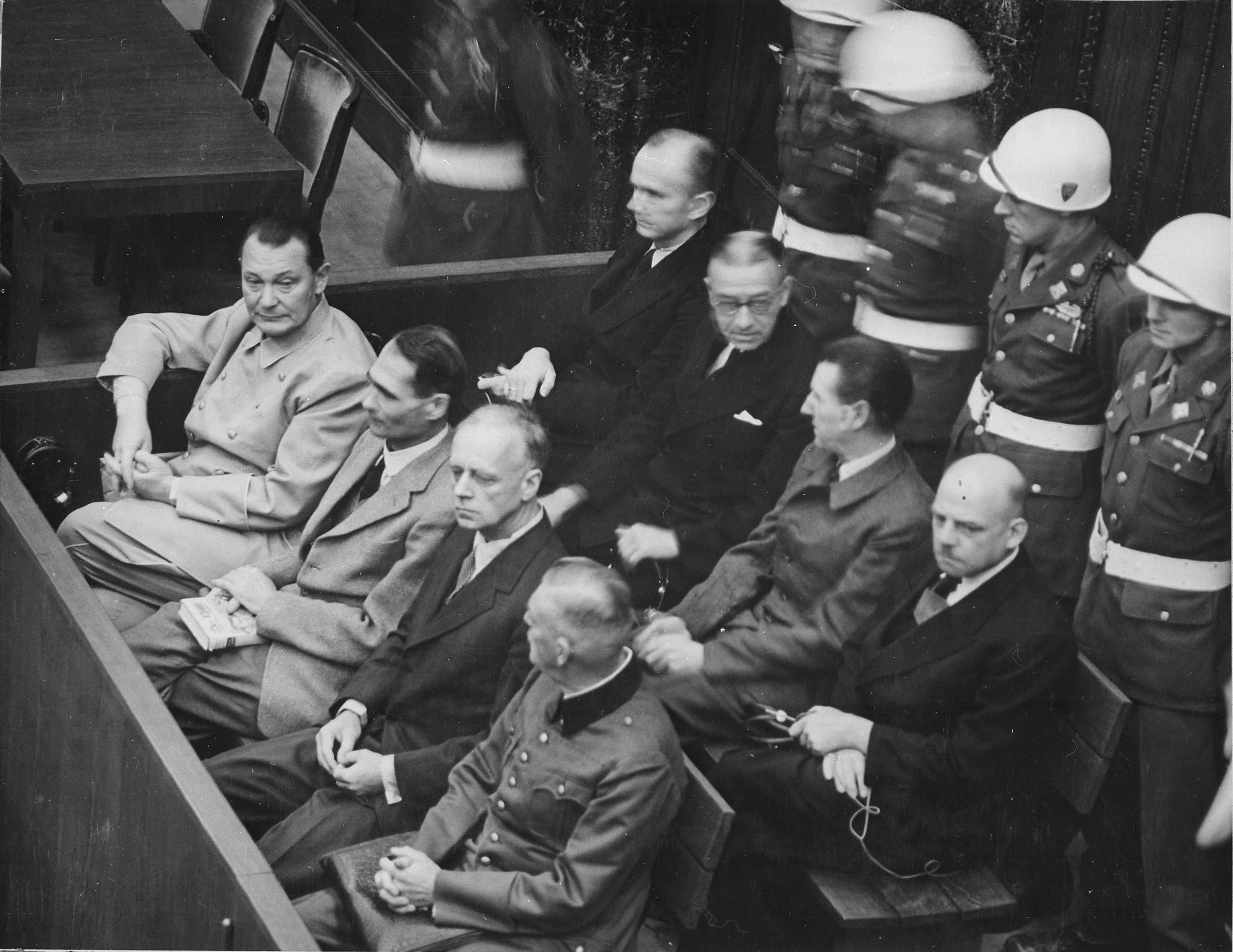
На Нюрнберзькому трибуналі. Відповідачі у своїй ложі (в передньому ряду, зліва направо): Герман Герінг, Рудольф Гесс, Йоахім фон Ріббентроп, Вільгельм Кейтель, (у другому ряду зліва направо): Карл Деніц, Еріх Редер, Бальдур фон Ширах, Фріц Заукель

Як наступник Гітлера Деніц постав перед судом. Союзні експерти визнавали, що німецький флот вів тотальну підводну війну від самого початку й що потоплення нейтральних суден у зоні, оголошеній небезпечною, не злочин. Відтак, Карл був звинувачений та визнаний винним у злочинах проти миру і воєнних злочинах. Йому інкримінували порушення звичаїв ведення морської війни, коли за його наказом німецькі підводні човни атакували всі без винятків типи кораблів і не допомагали жертвам потоплень. Проте Деніц довів, що його дії нічим не відрізнялись від дій, наприклад, американського флоту, і тому був визнаний невинним. Незважаючи на це, під тиском англійської і радянської сторін він отримав 10 років тюремного ув'язнення — найм'якший із винесених у Нюрнберзі вироків. Термін відбував у в'язниці Шпандау.
Після звільнення з в'язниці (яке відбулося 1 жовтня 1956 року) Деніц виклопотав адміралтейську пенсію і жив із дружиною в достатку в містечку Аумюле біля Гамбургу. Після смерті дружини (яка померла 2 травня 1962 року) він жив в Аумюле сам. Майже весь час моряк присвятив письменницькій діяльності, написавши такі твори як «10 років і 20 днів» (1958), «Моє захопливе життя» (1968), «Німецька військово-морська стратегія у Другій світовій війні» (1968). Він помер від серцевого нападу 24 грудня 1980 року в Аумюле і 6 січня 1981 року був похований на цвинтарі Вальдфрідгоф поруч із дружиною. При похованні були присутні ветерани — товариші по зброї.
Багато німців прихильно ставилися до постаті грос-адмірала Карла Деніца з огляду на його роль у порятунку та евакуації мільйонів німців зі Східної Пруссії (Операція «Ганнібал»). На його похоронах 6 січня 1981 року були присутні численні німецькі та закордонні морські офіцери.

## Нагороди грос-адмірала Карла Деніца
Перша світова війна
- Кавалер відзнаки «За загальні заслуги» у сріблі (Пруссія) (7 червня 1913)
- Залізний Хрест 2-го класу (7 листопада 1914)
- Залізний Хрест 1-го класу (5 травня 1916)
- Військовий орден «За заслуги» (Баварія) IV ступеня з мечами (1914)
- Галліполійська Зірка (Османська імперія) (7 листопада 1914)
- Срібна медаль «Ліакат» з мечами (Османська імперія) (7 листопада 1914)
- Хрест Фрідріха (Ангальт) (17 січня 1917)
- Орден Меджида IV-го ступеня з мечами (Османська імперія) (13 березня 1917)
- Нагрудний знак підводника (липень 1917)
- Хрест «За військові заслуги» (Австро-Угорщина) III ступеня з бойовою відзнакою (24 грудня 1917)
- Лицарський хрест Королівського ордену дому Гогенцоллернів з мечами (Пруссія) (10 червня 1918)
- Почесний хрест ветерана війни за 1914-1918 (30 січня 1935)

Друга світова війна
- Лицарський хрест ордену Меча I ступеня (12 квітня 1936) (Швеція)
- Командорордену Заслуг (Угорщина) (20 серпня 1938)
- Медаль «В пам'ять 1 жовтня 1938» (20 грудня 1939)
- Медаль «В пам’ять 22 березня 1939 року»
- Застібка до Залізного хреста 2-го класу (18 вересня 1939)
- Застібка до Залізного хреста 1-го класу (20 грудня 1939)
- Нагрудний знак підводника з діамантами (27 лютого 1940)
- Комбінований Знак Пілот-Спостерігач в золоті з діамантами
- Командор Савойського військового ордену (20 квітня 1940) (Італія)
- Великий Червоний хрест ордену військових заслуг (10 червня 1940) (Іспанія)
- Лицарський хрест Залізного хреста (21 квітня 1940)
  - Лицарський хрест Залізного хреста з Дубовим листям № 223 (6 квітня 1943)
- Медаль за вислугу років у збройних силах I ступеня (за 25 років військової служби) (2 жовтня 1936)
  - Медаль за вислугу років у збройних силах II ступеня (за 18 років військової служби)
  - Медаль за вислугу років у збройних силах III ступеня (за 12 років військової служби)
  - Медаль за вислугу років у збройних силах IV ступеня (за 4 роки військової служби)
- Орден Михая Хороброго
  - III ступеня (12 квітня 1943)
  - II ступеня (12 квітня 1943)
- Золотий партійний знак НСДАП (30 січня 1944)
- Орден Вранішнього Сонця I ступеня (11 вересня 1943) (Японська імперія)
- Великий хрест ордену Хреста Свободи з мечами (11 квітня 1944) (Фінляндія)
- 2 рази відмічений в доповіді Вермахтберіхт (14 березня 1942, 5 травня 1945)

## У масовій культурі
Загибель Лаконіі (фільм)

## Відео
- Nazis Albert Speer & Karl Dönitz 1973 interview (subbed) [Архівовано 28 січня 2013 у Wayback Machine.]